# Sandford St Martin
Sandford St Martin est une paroisse civile et un village de l'Oxfordshire, en Angleterre.